# Nesticus arenstorffi
Nesticus arenstorffi är en spindelart som beskrevs av Kulczynski 1914. Nesticus arenstorffi ingår i släktet Nesticus och familjen grottspindlar. Inga underarter finns listade i Catalogue of Life.